# Howard County (Nebraska)
Howard County is een county in de Amerikaanse staat Nebraska.
De county heeft een landoppervlakte van 1.475 km² en telt 6.567 inwoners (volkstelling 2000). De hoofdplaats is Saint Paul.

## Bevolkingsontwikkeling

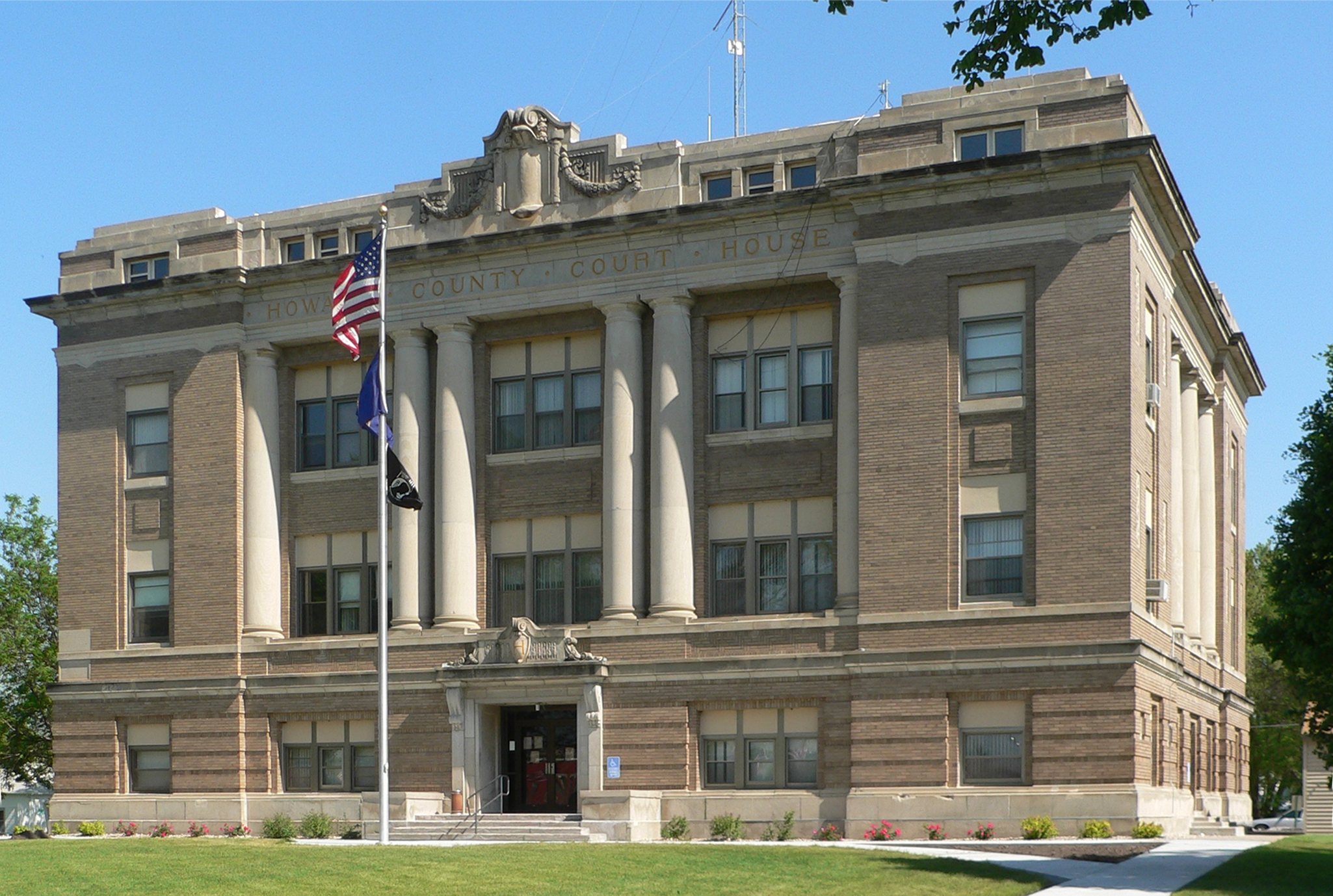
Howard County Courthouse